# Пе-3
Пе-3 — советский двухмоторный тяжёлый истребитель цельнометаллической конструкции. Разработан в ОКБ-29 на основе опытного двухмоторного высотного истребителя «100» под руководством В. М. Петлякова. Первый полёт совершил 7 августа 1941 года. От бомбардировщика Пе-2 (созданного на базе того же «100»-го) внешне отличался отсутствием нижней люковой стрелковой установки и тормозных решёток.

## Разработка
Самолёт ВИ-100 (высотный истребитель) или просто «100» создавался в ЦКБ-29 Спецтехотдела НКВД (отсюда название — СТО). В составе СТО фактически было три коллектива под началом А. Н. Туполева, В. М. Мясищева и В. М. Петлякова, и многие авиационные специалисты, арестованные органами НКВД в период с 1939 по 1941 год, отбывали там срок.
ВИ-100 проектировался коллективом В. М. Петлякова как высотный истребитель-перехватчик и дальний истребитель сопровождения. Разработками отдельных узлов и систем самолёта занималось около 50 конструкторов. «Сотка» проектировалась как цельнометаллический двухмоторный моноплан с двухкилевым оперением. Для высотных полётов моторы М-105Р оборудовались турбонагнетателями, а кабина экипажа была герметизирована и имела наддув. Широко применялся на самолёте электропривод. Вооружение — два пулемёта ШКАС и две пушки ШВАК в передней части, а также неподвижно установленный для обороны пулемёт ШКАС в хвостовом коке. На наружной подвеске могла устанавливаться противосамолётная бомбовая кассета К-76 с 76-мм артиллерийскими снарядами с дистанционным подрывом или кассета К-100 с 96 осколочными авиабомбами АО-2,5.
В мае 1939 года был готов полноразмерный макет, а в ноябре на заводе № 156 был построен опытный образец. Первый полёт выполнен 22 декабря 1939 года П. М. Стефановским. С 11 апреля 1940 года начались государственные испытания самолёта. Преследовали многочисленные дефекты и отказы и процесс шёл очень тяжело.
К тому времени была построена вторая опытная машина, судьба которой оказалась очень трагичной. При выполнении второго полёта на взлёте в кабине возник пожар и сильное задымление, пилот Хрипков и штурман Перевалов приняли решение аварийно садиться на луг прямо по курсу взлёта. По жуткому стечению обстоятельств, на лугу гуляли маленькие дети из детского сада Химкомбината. Самолёт врезался точно в детей и их восемнадцатилетнюю воспитательницу. Экипаж арестовали прямо в госпитальной палате, но расследование показало, что лётчики совершенно не виновны. Административно были наказаны два инженера и механик — получили выговоры. Самолёт восстановлению не подлежал.
Несмотря на строгий нрав машины — недостаточную продольную устойчивость, высокую посадочную скорость, склонность к «козлению» и доступность освоения «лётчиками выше средней квалификации» НИИ ВВС в заключении рекомендовал создать на базе самолёта «100» пикирующий бомбардировщик. Так ВИ-100 превратился в ПБ-100, а затем и в Пе-2.
С началом войны надобности в двухмоторных высотных истребителях поначалу не возникало. Однако периодически возникала необходимость сопровождения или истребительного прикрытия на большом удалении от аэродрома базирования, и для этих задач привлекали бомбардировщики Пе-2. Уже 2 августа 1941 года Петлякову была поставлена задача — в четырёхдневный срок на базе серийного Пе-2 разработать истребитель. И 7 августа истребитель полетел.
С самолёта сняли бомбодержатели, а в бомбоотсеке установили дополнительный топливный бак на 250 л (теперь бомбы вешались только на внешнюю подвеску и в дополнительные отсеки гондол шасси). Убрали место стрелка, зашили верхний люк и установили ещё два бака на 225 литров. Нижний люк кабины стрелка оставили, так как свободное от баков место можно было использовать для перевозки самолётного имущества и наземного техсостава. Вооружение усилили вторым пулемётом БК и неподвижным ШКАС в хвостовом коке (от ВИ-100). Демонтировали тормозные решётки, автомат пикирования, ЭСБР-6, радиополукомпас РПК-2, фотоаппарат, СПУ-3. Радиостанцию РСБ-бис поменяли на истребительную РСИ-4.
В инициативном порядке завод № 22 построил истребитель Пе-2И. Экипаж также уменьшили до пилота и штурмана, установив в кабине стрелка бак на 340 литров. Ещё два подвесных бака по 180 литров вешались на наружные замки. В бомбоотсеке смонтировали агрегат, за основу конструкции были взяты крыльевые стрелковые установки самолёта Ил-2 — две пушки ШВАК монтировались внизу, а сверху в бомбоотсеке находились патронные ящики. Как и на Пе-3, были демонтированы автомат пикирования, тормозные решётки, электробомбосбрасыватель, радиополукомпас, ночной бомбовый прицел НКПБ-4; радиостанцию заменили маломощной. Но после завершения госиспытаний Пе-2И в серии решили не строить.
29 августа 1941 года на Центральном аэродроме начались испытания первого серийного Пе-3. С конца августа машины стали поступать на перевооружение 95 БАП.

## Эксплуатация и боевое применение
После перевооружения 95-й БАП переименовали в истребительный и включили в состав огромного 6-го корпуса ПВО, прикрывавшего Москву. Пе-3 использовались для патрулирования над охраняемыми объектами. Также частично перевооружили 9-й, 40-й, 54-й, 208-й, 511-й БАПы. Первое боевое крещение получили экипажи Пе-3 95-го полка при сопровождении транспортных самолётов, перевозивших английскую делегацию из Вологды в Москву. Удалось отбить три атаки истребителей противника. Первую победу одержал экипаж ст. л-та Фортова из 95-го ИАП, сбив 3 октября 1941 года бомбардировщик Ju-88.
По мере приближения немцев к Москве Пе-3 стали применяться в качестве истребителей-бомбардировщиков, для бомбо-штурмовых ударов по наступающим войскам. Активная эксплуатация выявила недостатки самолёта, в первую очередь — слабое вооружение. В октябре-ноябре 1941 года самолёт экстренно дорабатывался силами заводских бригад, ПАРМ и л/с полков — в носовой части смонтировали неподвижную установку с пушкой ШВАК, второй БК переместили на правый борт, на место ШКАСа. Для обороны кормы установили у штурмана шкворневую установку «ФТ» с пулемётом УБТ. В хвостовой части фюзеляжа установили гранатомёт ДАГ-10 с десятью гранатами АГ-2. На часть машин установили ракетное вооружение — реактивные снаряды РС-82 (4-8 шт.) или РС-132 (4-6 шт.). Впереди пилотского места установили бронеплиту, что сместило центровку самолёта вперёд.
На заводе № 39 разработали модификацию Пе-3бис с новым наступательным вооружением из пушки ШВАК и двух УБТ и оборонительной башенной установкой у штурмана с пулемётом УБТ. На самолёт установили автоматические предкрылки и систему «нейтрального газа» (топливные баки по мере выработки топлива заполнялись выхлопными газами из коллекторов моторов). В дальнейшем Пе-3бис получил пулемёты УБТ под центропланом, а в носу оставили только пушку. Стрелковую установку штурмана заменили на новую ВУБ-1 с пулемётом УБТ. Повысили бронезащиту экипажа — общий вес бронеплит доходил до 148 кг. Смонтировали спиртовую противообледенительную систему винтов и стекол фонаря. На стойках шасси удлинили подкосы, что смещало колёса вперёд и облегчало посадку (все «пешки» имели склонность к капотированию).
Пе-3 в варианте разведчиков поступили в 1-й, 2-й, 3-й, 4-й и 40-й авиационные полки дальней разведки (ДРАП). Самолёты были оборудованы фотоаппаратами АФА-1 или АФА-Б
После завершения битвы под Москвой 40-й и 511-й полки перевооружили на Пе-2 и А-20В. Также перевооружили 208-й и 54-й БАП. 95-й ИАП до лета 1942 года занимался сопровождением транспортных машин с руководящим составом, а затем его передали в ВВС Северного флота. На севере полк продолжал заниматься бомбо-штурмовыми ударами по надводным и береговым целям, сопровождал конвои и применялся при поиске подводных лодок (безрезультатно), для чего на истребители подвешивались четыре глубинные бомбы ПЛАБ-100.
Проводка конвоев была задачей государственной важности, и для защиты кораблей от вражеских торпедоносцев на севере была создана Особая морская авиационная группа (ОМАГ) Ставки Верховного главнокомандования, в которую вошли, в том числе, три полка на Пе-3 — 95-й, 13-й и 121-й.
13-й ИАП был расформирован из-за небоевой потери большей части машин. Большая группа самолётов полка попала в снежный заряд и разбрелась. Часть экипажей сумела выпрыгнуть с парашютом или сесть на брюхо и успешно добрались до своих, остальные просто погибли в условиях севера. Отсутствие на стандартном Пе-3 приличного навигационного оборудования делало практически невозможной посадку ночью или в условиях плохой видимости, и потеря самолёта была неизбежной. После этой трагедии полк был направлен на переформирование и был сформирован заново как 2-й авиационный полк перегонки самолётов ВВС ВМФ, перегоняя бомбардировщики или лидируя группы по трассе Алсиб.
Под Сталинградом действовала отдельная эскадрилья перехватчиков Пе-2 и Пе-3 с радиолокаторами «Гнейс-2». Экипажи вылетали на перехват транспортных самолётов, осуществлявших снабжение окружённой армии Паулюса.
На Чёрном море работала 27-я отдельная разведывательная эскадрилья, вооружённая Пе-2 и Пе-3. По состоянию на 1 января 1943 года в эскадрилье числилось 6 Пе-2 и 5 Пе-3. Самолёты применялись для объектовой разведки, прикрытия кораблей и сопровождения. 
К концу 1943 года 95-й ИАП СФ оставался на фронте последней частью, полностью вооружённый тяжёлыми истребителями Пе-3 и Пе-3бис.
К концу лета 1944 года воевало не более 30 экземпляров Пе-3 разных вариантов, и ни один полк не был вооружён ими полностью. В основном самолёты применялись для визуальной и фотографической разведки. По прежнему Пе-3 использовались ВВС СФ (95-й ИАП, 28-я ОРАЭ). Несколько машин пережили войну и эксплуатировались до 1946 года, а последние Пе-3 дожили до начала 50-х годов.
В техническом плане эксплуатация Пе-3 мало отличалась от Пе-2.

## Лётчики, сражавшиеся на Пе-3
Пилоты-бомбардировщики, являющиеся Героями Советского Союза, которые воевали на Пе-3:
- Рогов, Алексей Георгиевич — Герой Советского Союза (22.10.1941, посмертно), командир эскадрильи 40-го бомбардировочного авиационного полка 4-й бомбардировочной авиационной дивизии Западного фронта, капитан. 8 октября 1941 года при подлете к железнодорожному мосту через р. Угру, близ города Юхнов, самолёт, пилотируемый командиром второй эскадрильи полка капитаном Роговым Алексеем Георгиевичем был подбит зенитной артиллерией. Экипаж (штурман — старший лейтенант В. И. Форносов) направил горящий самолёт на мост и таранил его. Взрывом самолёта (на борту находилось около трёх тонн горючего и полутора тонн авиабомб) мост был уничтожен[4].
- Сугрин, Валентин Васильевич — Герой Советского Союза, летчик-разведчик, вышел в отставку в 1976 году, полковник, умер в Воронеже. Его имя носил один из разведчиков МиГ-25.
- Балмат, Василий Семенович — Герой Советского Союза (14 марта 1915, Калинки, Черниговская губерния — 2 декабря 1941, Марфино, Московская область) Командир авиационного звена 54-го ближнебомбардировочного авиационного полка (60-я смешанная авиационная дивизия, Западный фронт) 2 декабря 1941 года со звеном, выполняя боевое задание в районе д. Каменка, сбил третий вражеский самолёт, но и его истребитель был подбит. Приказав штурману покинуть машину, Балмат отвёл горящий перехватчик от деревни Марфино и ценой своей жизни спас её жителей.

## Тактико-технические характеристики
Приведённые ниже характеристики соответствуют модификации Пе-3 (в скобках — Пе-3бис):
Источник данных: Шавров В.Б. История конструкций самолётов в СССР 1938-1950 

Технические характеристики
- Экипаж: 2 человека
- Длина: 12,6 м
- Размах крыла: 17,6 м
- Высота: 3,93 м
- Площадь крыла: 40,5 м²
- Масса пустого: 5 730 (5815) кг
- Нормальная взлётная масса: 7 880 кг
- Объём топливных баков: 2 200 л
- Максимальная взлётная масса: (7870) кг
- Силовая установка: 2 × поршневой М-105Р(ВК-105ПФ2)
- Мощность двигателей: 2 × 1 100 л.с. (1210) л.с.
- Воздушный винт: ВИШ-42

Лётные характеристики
- Максимальная скорость:  
  - на высоте: 535 км/ч на 5 000 м
  - у земли: 444 км/ч
- Практическая дальность: 2 150 км
- Скороподъёмность: 9,3 м/с
- Время набора высоты: 5 000 м за 9 минут
- Нагрузка на крыло: 195 кг/м²
- Тяговооружённость: 210 Вт/кг (3,5 кг/л.с.)

Вооружение
- - 1 (или 2) × 20 мм пушка ШВАК
  - 2 × 12,7 мм пулемёта УБ (или 3 × 12,7 мм пулемёта Березина УБК)
  - 3 × 7,62 мм пулемёта ШКАС

## Модификации
- Пе-3 — отличие от Пе-2: были убраны тормозные щитки, вооружение состояло из двух 20-мм пушек ШВАК, двух пулеметов калибра 12,7 мм, двух пулеметов калибра 7,62 мм в носовой части и одного пулемета калибра 12,7 мм в надфюзеляжной турели.
- Пе-3бис — ночной истребитель (построено около 300 экземпляров) с вооружением из одной 20-мм пушки ШВАК, одного пулемета калибра 12,7 мм и трех пулеметов калибра 7.62 мм в носовой части; в поздних моделях вооружение состояло из двух 20-мм пушек ШВАК, трех пулеметов калибра 12,7 мм и двух пулеметов калибра 7.62 мм; отсека для трех бомб весом 100 кг и подкрыльевых пусковых рельсовых направляющих для восьми ракет РС-82 (четыре для пусков вперед и четыре — назад).
- Пе-3M — двухместный истребитель 1943 года с двигателями ВК-105ПФ и вооружением, состоявшим из двух 20-мм пушек ШВАК, трех пулеметов калибра 12,7 мм и бомбовой нагрузки весом до 700 кг.
- Пе-3Р — истребительный или разведывательный вариант с фотокамерами.